# Кельберг
Кельберг (нем. Kelberg) — община в Германии, в земле Рейнланд-Пфальц.
Входит в состав района Вульканайфель. Подчиняется управлению Кельберг. Население составляет 1975 человек (на 31 декабря 2010 года). Занимает площадь 24,62 км².
Коммуна подразделяется на 5 сельских округов.

## Ссылки

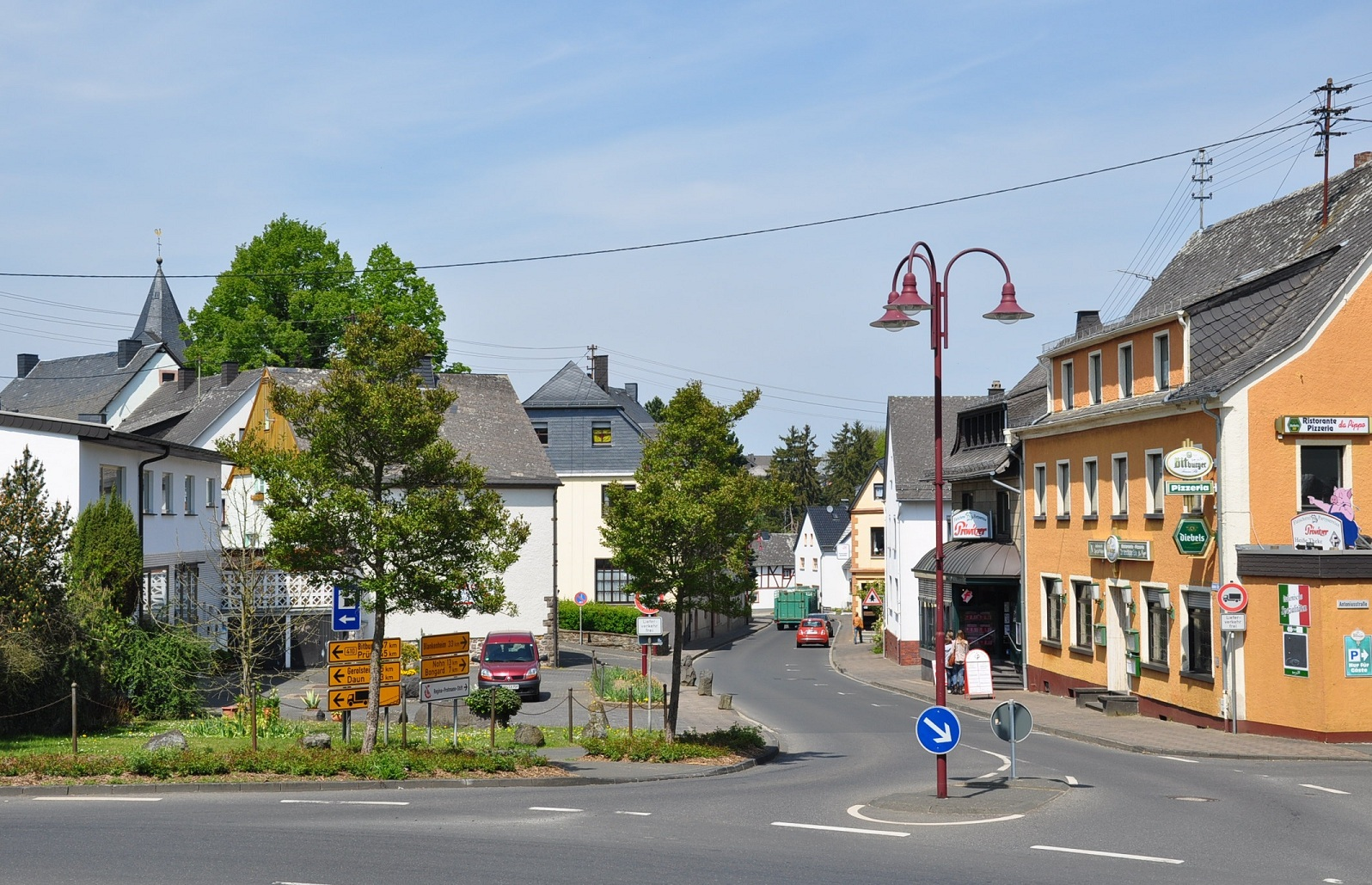
Кельберг (Kelberg)